# Symplecta nigrohalterata
Symplecta nigrohalterata là một loài ruồi trong họ Limoniidae. Chúng phân bố ở miền Cổ bắc.